# Jílové (okres Děčín)
Jílové (též Jílové u Děčína, dříve německy Eulau a česky Jílové u Podmokel) je město v okrese Děčín v Ústeckém kraji. Včetně místních částí ve městě žije přibližně 5 000 obyvatel. Leží na jižním okraji chráněné krajinné oblasti Labských pískovců.

## Historie
První písemná zmínka o Jílovém (Eulow) pochází z roku 1348.

## Obyvatelstvo
Při sčítání lidu v roce 1921 ve městě žilo 1 404 obyvatel (z toho 653), z nichž bylo sedmnáct Čechoslováků, 1 335 Němců a 52 cizinců. Většina lidí byla římskými katolíky, ale žilo zde také 89 evangelíků, čtyři židé, dva příslušníci nezjišťovaných církví a pět lidí bez vyznání. Podle sčítání lidu z roku 1930 mělo Jílové 1 760 obyvatel: 34 Čechoslováků, 1654 Němců a 72 cizinců. Kromě římskokatolické většiny (1 490 osob) zde bylo 97 evangelíků, dva členové církve československé, pět židů, dva příslušníci ostatních církví a 164 lidí bez vyznání.
|                                                                     | 1869  | 1880  | 1890  | 1900  | 1910  | 1921  | 1930  | 1950  | 1961  | 1970  | 1980  | 1991 | 2001  | 2011  | 2021  |
| ------------------------------------------------------------------- | ----- | ----- | ----- | ----- | ----- | ----- | ----- | ----- | ----- | ----- | ----- | ---- | ----- | ----- | ----- |
| Obyvatelé                                                           | 1 202 | 1 189 | 1 311 | 1 417 | 1 531 | 1 404 | 1 760 | 1 318 | 1 317 | 1 179 | 1 021 | 953  | 1 006 | 1 035 | 1 171 |
| Domy                                                                | 173   | 189   | 205   | 219   | 231   | 242   | 292   | 295   | 605   | 224   | 209   | 214  | 223   | 247   | 272   |
| Data z roku 1961 zahrnují domy místních částí Kamenná a Martiněves. |       |       |       |       |       |       |       |       |       |       |       |      |       |       |       |

## Městská správa

### Části města
- Jílové
- Kamenec
- Kamenná
- Martiněves
- Modrá
- Sněžník

### Městské symboly
Znak a vlajka byly městu uděleny rozhodnutím předsedy Poslanecké sněmovny Parlamentu České republiky dne 4. června 1998.

## Doprava
Městem vedou silnice I/13 a železniční trať Děčín – Oldřichov u Duchcova, na které je zde zřízena železniční stanice Jílové u Děčína. V letech 2007–2021 nebyla na trati objednávána osobní doprava, ale od jízdního řádu 2021/2022 a začátkem dubna 2022 zde byl provoz obnoven.

## Kultura
Jílovské slavnosti jsou každoroční jarmark pořádaný městským úřadem.

## Pamětihodnosti
- Zámek na místě původní vodní tvrze (přestavba z 16. století), v převážně renesančním slohu s pozdějšími přestavbami, 1629 prodán pány z Bünau Kryštofu Šimonovi z Thunu, v 19. století v něm nájemce Josef Münzberg provozoval přádelnu vlny a bavlny, po roce 1945 vlastnila objekt Československá armáda, později tu byl dětský domov a do roku 1998 zemědělské učiliště, od roku 2015 je v něm péčí města zpřístupněno veřejnosti několik muzejních expozic.[10]   Na jedné z hospodářských budov je umístěna supraporta s rodovou znakovou výzdobou a s nápisem přenesená sem ze zrušné Loretánské kaple, která až do roku 1885 stála na děčínském náměstí.
- kostel Nejsvětější Trojice – původně barokní z roku 1682, po požáru roku 1859 přestavěn
- Socha svatého Jana Nepomuckého
- Děčínský Sněžník – stolová hora s kamennou rozhlednou z roku 1864
- kaple Panny Marie na Sněžníku
- Přírodní památka Jílovské tisy – lesní porost na skalnatých stráních jihozápadně od města s přirozeným výskytem tisu červeného
- Přírodní památka Pod lesem na severním okraji města s výskytem vzácných rostlin (prstnatec májový, čertkus luční)
- Přírodní rezervace Holý vrch u Jílového
- Dub v Jílovém – památný strom, roste na levé straně od silnice z Jílového na Sněžník, v zahradě objektu, který je poslední zástavbou obce; dvoják, obvod kmenů 270 cm, 320 cm[11]
- Doly na fluorit – zakonzervované doly na fluorit, avšak v jejich okolí, v místech kde byly důlní výsypky, lze nalézt vzorky minerálu

## Osobnosti
- Anna Perthen (1866/1875 – 1957), politička
- Fritz Tampe (1887–1945), sochař

## Partnerská města
- Rosenthal-Bielatal, Německo

## Fotogalerie

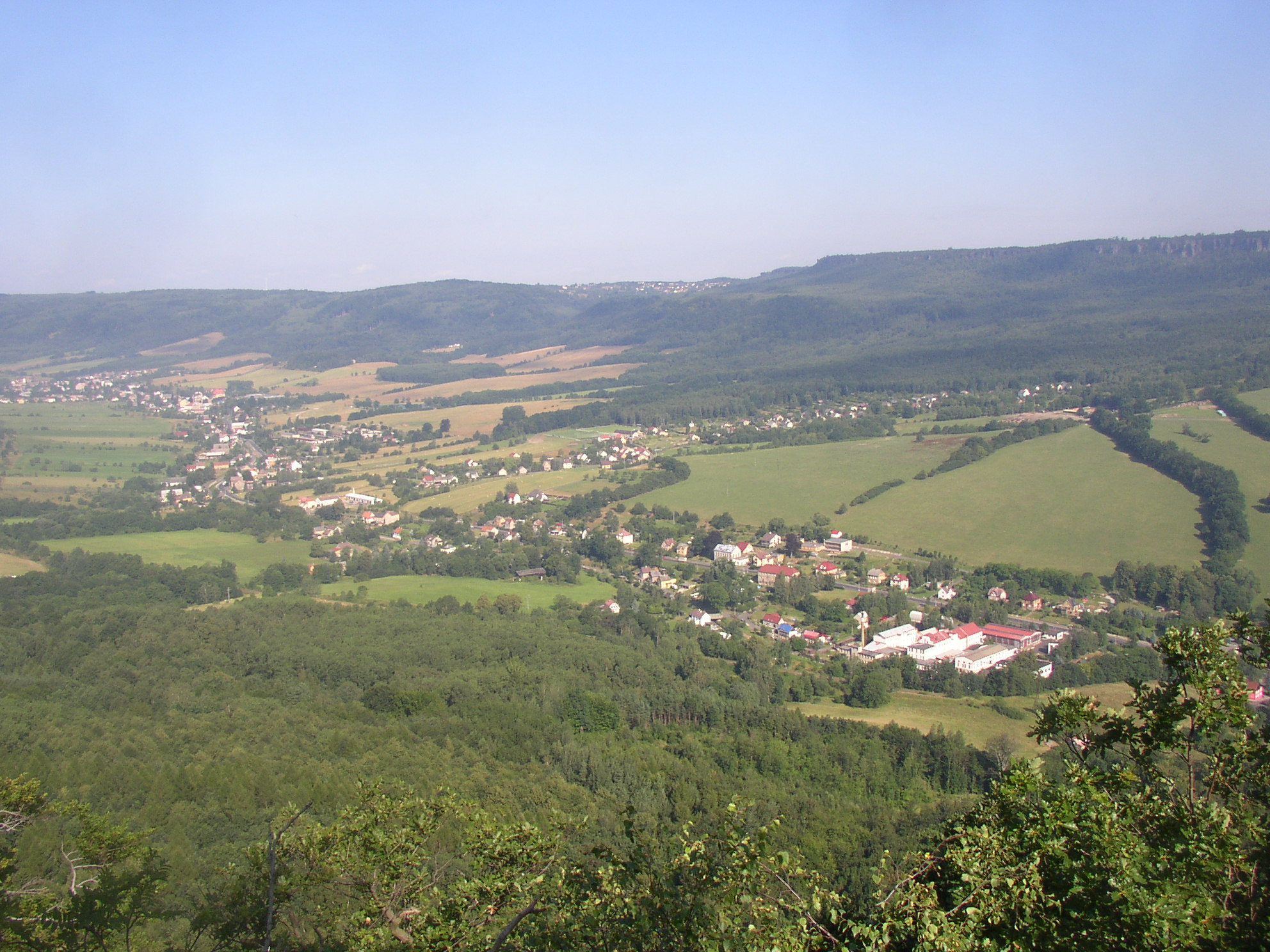
Pohled z PP Jílovské tisy na údolí Jílovského potoka s místními částmi Modrá a Kamenec
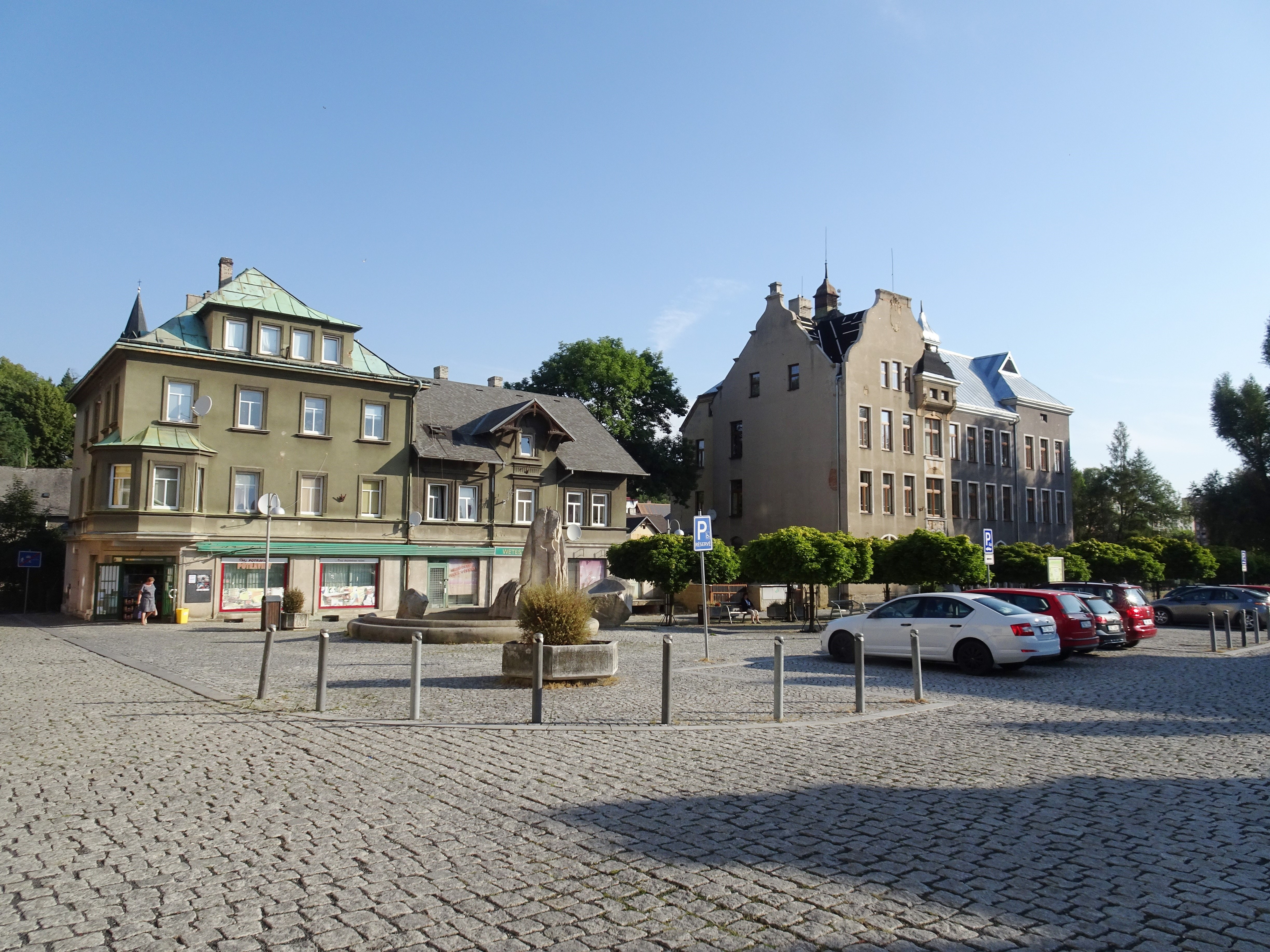
Mírové náměstí
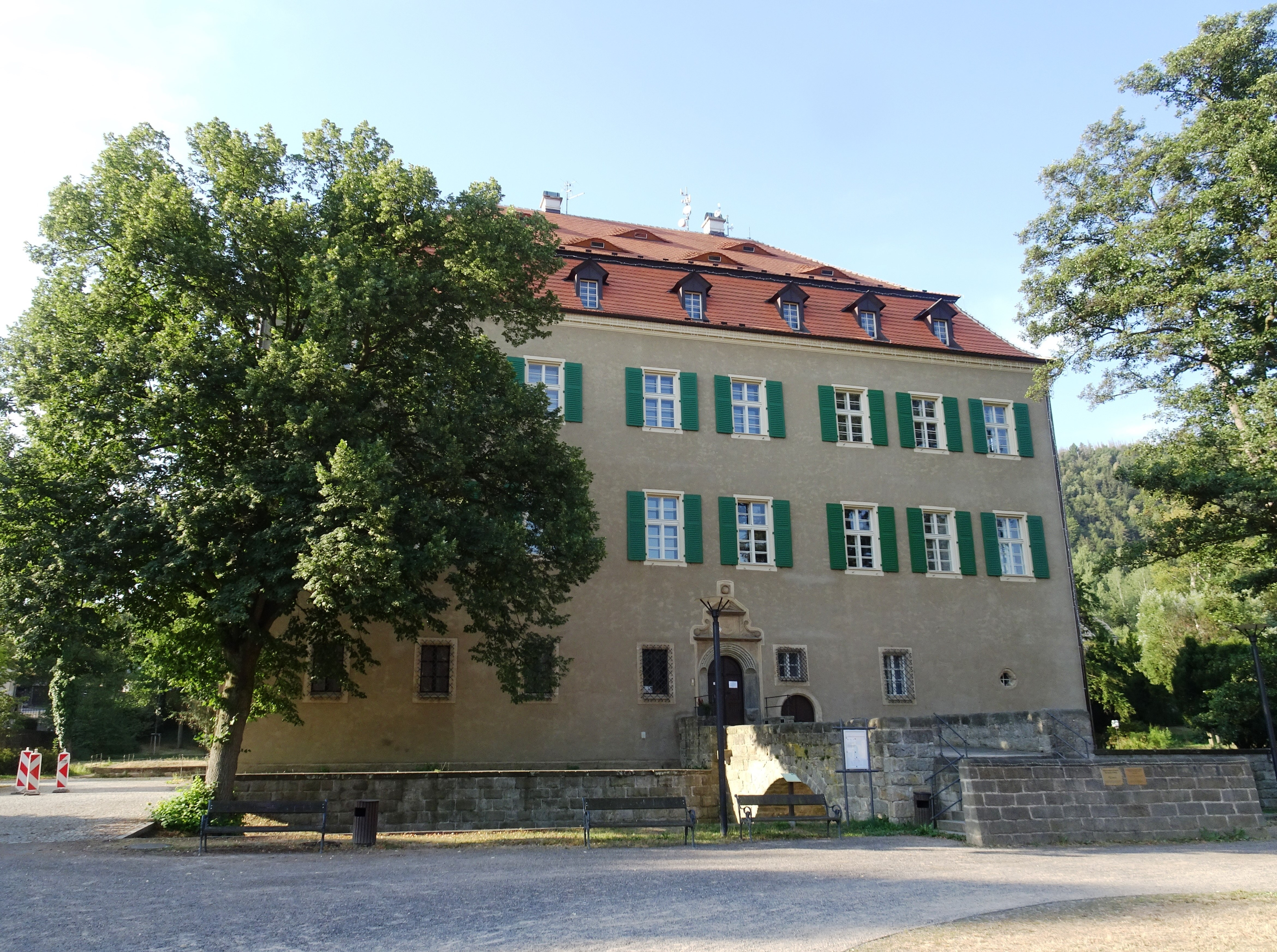
Jílovský zámek
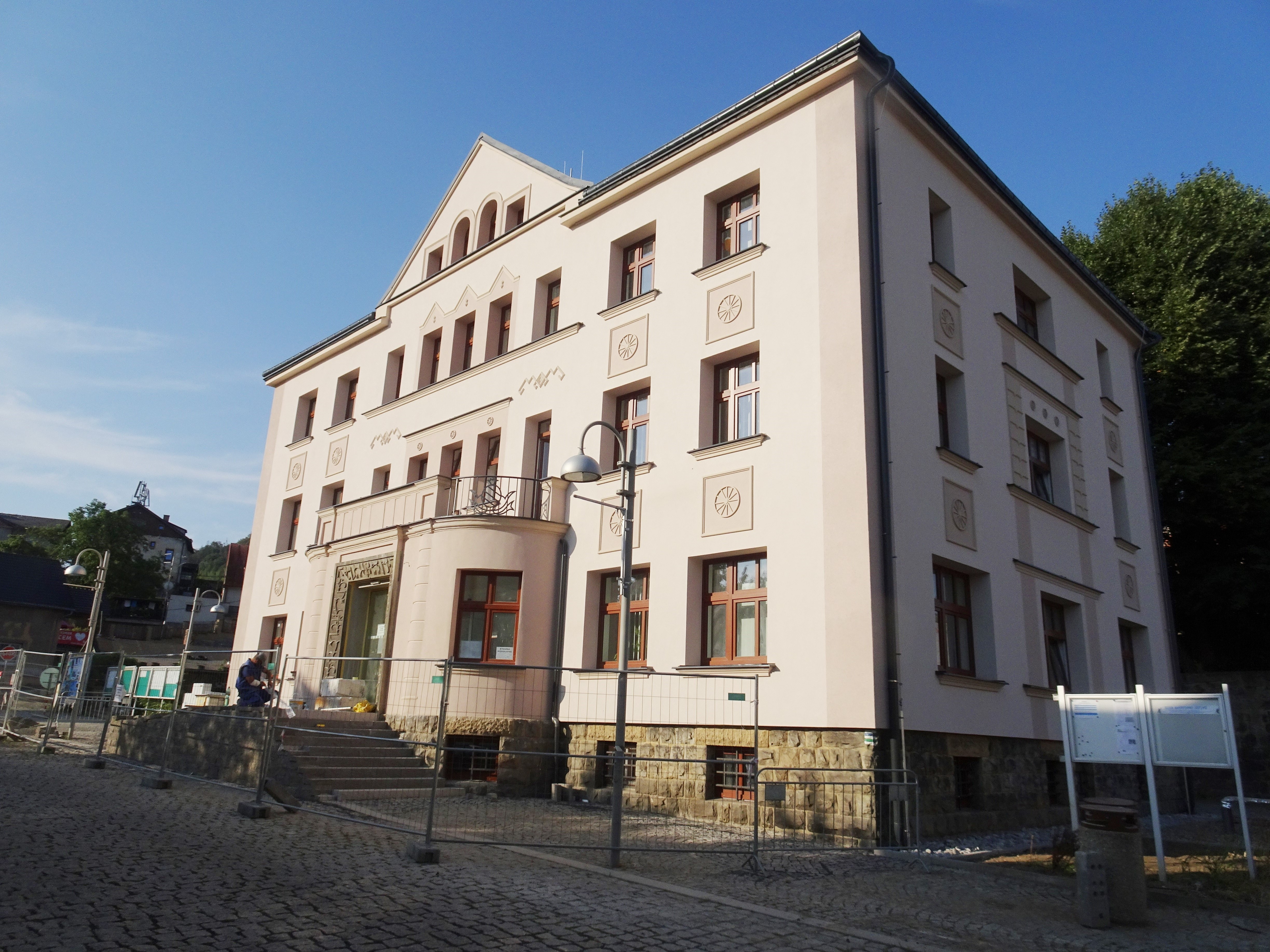
Budova radnice
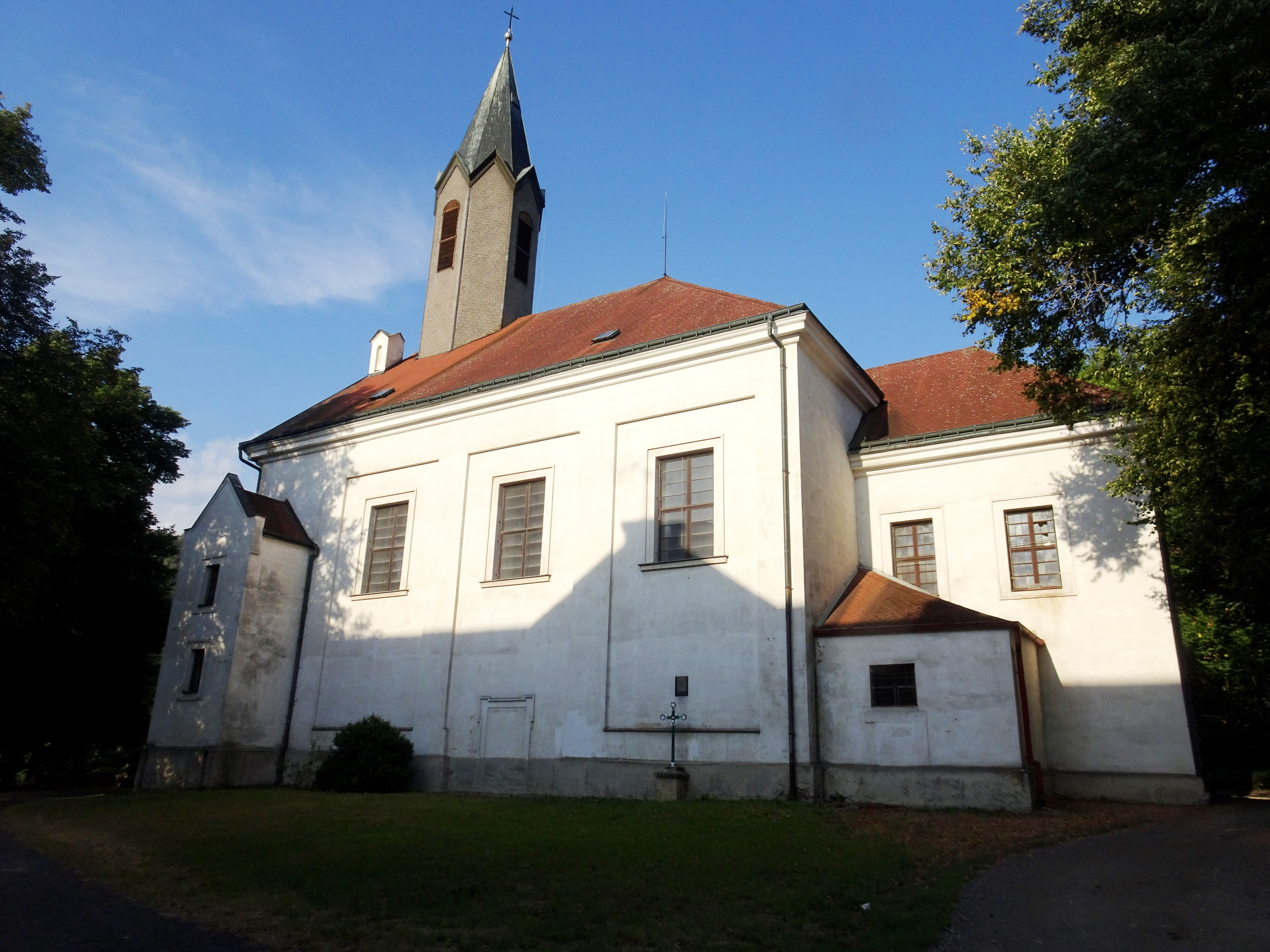
Kostel Nejsvětější Trojice